# Mighty Blackpool
Mighty Blackpool is een Sierra Leoonse voetbalclub uit hoofdstad Freetown.
De club werd in 1923 opgericht als Socro United en is daarmee de oudste club van het land. Het is tevens de meest succesvolle club van het land met elf landstitels. De aartsrivaal van de club zijn de East End Lions. In 1989 bereikte de club de kwartfinale van de Afrikaanse beker der kampioenen en was daarmee de eerste Sierra Leoonse club die daarin slaagde. Nadat regerende kampioen ES Sétif en Djoliba AC uitgeschakeld werden moest de club in de kwartfinale de duimen leggen voor Tonnerre Yaoundé.

## Erelijst
Landskampioen
1967, 1974, 1978, 1979, 1988, 1991, 1995, 1996, 1998, 2000, 2001
Beker van Sierra Leone
1983, 1988, 1994, 2000

## Bekende spelers
- Michael Tommy
- Kabba Samura
- Alhassan Bangura
- Obi Metzger
- Albert Cole

East End Lions · Mighty Blackpool · Diamond Stars · Wusum Stars · Bo Rangers · Kallon FC · Golden Dragons · Central Parade · Mount Aureol · Ports Authority · Old Edwardians · Nepean Stars · Gem Stars · Golf Leopards